# Erpolzheim
Erpolzheim là một đô thị thuộc huyện Bad Dürkheim, trong bang Rheinland-Pfalz, phía tây nước Đức. Đô thị Erpolzheim có diện tích 3,6 km², dân số thời điểm ngày 31 tháng 12 năm 2006 là 1256 người.